# Olenecamptus albidus
Olenecamptus albidus är en skalbaggsart. Olenecamptus albidus ingår i släktet Olenecamptus och familjen långhorningar.

## Underarter
Arten delas in i följande underarter:
- O. a. albidus
- O. a. leonensis
- O. a. natalensis